# Street Dreams
Pour l’article homonyme, voir Street Dreams (album de Fabolous).
Singles de Nas
If I Ruled the World (Imagine That) The Message
Pistes de It Was Written
The Message I Gave You Power
Street Dreams est une chanson de Nas tirée de l'album It Was Written. Ce titre, produit par Trackmasters, a été publié en single le 22 octobre 1996.
Nas y dépeint l'autre version du rêve américain, vue de l'Amérique des quartiers. Le rêve d'une prospérité bâtie à la faveur de trafics en tous genres, voire de compromission, pour certaines représentantes du sexe féminin. Ce tableau est brossé avec un clin d'œil au morceau Sweet Dreams (Are Made of This) du groupe Eurythmics ainsi que l'atteste le titre.

## Samples
Le titre contient des Samples de Sweet Dreams (Are Made of This) d'Eurythmics, de Never Gonna Stop de Linda Clifford, de Plug Tunin' de De La Soul et de I Cram to Understand U de MC Lyte.

## Synopsis
Le récit est centré sur l'ascension fulgurante d'un dealer new yorkais fraîchement débarqué dans le milieu. À la faveur d'une avance d'un ami bien implanté dans le circuit, il obtient une grande quantité de stupéfiants (un kilogramme de « blanche ») qu'il entreprend d'aller revendre dans le petit État du Delaware, situé au sud de l'État de New York.
Par la suite, et sur les bons conseils de son ami, il décide d'opérer en équipe resserrée avec une sorte de femme fatale nommée Trina. Il s'agit cette fois de passer un palier en s'approvisionnant directement auprès d'un cartel argentin. L'opération est un succès et le voilà parvenu à la richesse. Fini les plans sans envergure, la vie de quartier et la galère...

## Classements
Le single s'est classé 1er au Hot Rap Singles, 18e au Hot R&B/Hip-Hop Songs et 22e au Billboard Hot 100 et a été certifié disque d'or par la Recording Industry Association of America (RIAA), le 8 janvier 1997, avec plus de 500 000 copies vendues.

## Clip
Le clip, produit par Hype Williams, a été tourné à Las Vegas.

## Remix
Il existe un remix de ce morceau dans la compilation From Illmatic to Stillmatic: The Remixes EP avec un featuring de R. Kelly.